# Ayas
Ayaş o Aiàs (en català, Aiàs, i també en català modern, o com a mínim en català medieval, Al·leàs, en turc Ayaş) és una petita vila del districte de Yumurtalık, a la província d'Adana, a Turquia a l'est de la desembocadura del riu Ceyhan.
En temps clàssics es deia Aegea i és esmentat per Pausànies (v.21.11); a les monedes apareix amb el nom grec d'Aigai, igual que la capital reial de Macedònia. També l'esmenta Tàcit als seus Annals (XIII:8). En aquesta ciutat va estudiar Apol·loni de Tíana al segle i. Hi fou martiritzat Tal·lelau en temps de Numerià (283-284), sant a l'església grega. Fou també probablement la ciutat natal dels sants Cosme i Damià (del segle iv).
A l'edat mitjana fou coneguda com a Al·leàs pels catalanoparlants, Laiazo, Laiasso, Layazo o Lajazzo, o altres escriptures semblants (o Ajazzo o Ajas), i pels francs com Laias. Era el punt d'arribada del comerç que passava per Anatòlia, arribava a Pèrsia i a l'Àsia central, i anava fins a la Xina. La creació dels estats francs al Llevant al final el segle xi va incrementar la seva importància. L'ambaixador genovès Ogerio di Pallo va obtenir (1201) del rei Lleó II d'Armènia Menor la franquícia duanera i l'establiment de magatzems o dipòsits a Sis, Mamistra i Tars. El 1215 el vescomte (és a dir el cònsol) genovès a Cilícia, Ugone Ferrario, va aconseguir l'extensió dels privilegis. Venècia va obtenir també privilegis per l'ambaixada de Jacopo Bodoaro el 1201, però menys importats que les genoveses.
Fou atacada sense èxit pels mamelucs el 1266. La caiguda d'Antioquia el 1268 i la d'Acre el 1291 van augmentar extraordinàriament la seva importància com a punt màxim del comerç de Llevant, ja que l'altre port important, Korikos, era més a l'oest. Els armenis tenien un lloc duaner a la rodalia de Lajazzo, al golf d'Alexandreta, lloc que els francs anomenaven la Portelle i en general Portella (moderna Sakaltutan). Les taxes a Alexandria (Egipte) eren més altes i Lajazzo competia amb èxit; allí arribaven tota classe de mercaderies i tota mena de mercaders de Gènova, Venècia, Pisa, Barcelona, Florència, Marsella, i altres llocs. Productes principals eren les espècies (el pebre, el gingebre, la canyella, el nard, el girofle, la nou moscada) les perles de l'Índic i els diamants del Deccan, les fustes de sàndal, l'índigo, les sedes, els tapissos i estores, els brodats, el ferro del Taure, la fusta dels boscos de Cilícia, llanes de les cabres d'Armènia, el cotó cilici d'excel·lent qualitat, i altres productes.
El 1271 el rei Lleó III d'Armènia Menor i la República de Venècia van signar un tractat on ja es parla d'un batlle venecià a la ciutat, i certament hi tenia serveis marítims regulars amb Xipre. Marco Polo va visitar la ciutat el 1271 i la va descriure com una gran vila comercial el 1298. També el comerç genovès era important i les actes notarials en mostren molts detalls. Els genovesos compraven tots els productes esmentats i portaven a Cilícia vi, oli, draps, i altres productes. El 1275 va patir un ataca mameluc. El 1288 el rei Lleó III i l'almirall genovès Benedetto Zaccaria van arribar a un nou acord que va regular la colònia genovesa a Lajazzo, que tenia al capdavant seu un vescomte o cònsol. Els florentins tenien com a principals comerciants a la ciutat a la família Bardi (banquers i comerciants) amb un agent notable que es deia Pegolotti (autor del tractat sobre la "Practica della mercatura"; els florentins van obtenir franquícia duanera el 1335.
El 1294 es va lliurar davant Lajazzo una batalla naval entre genovesos i venecians, en la qual els primers van obtenir la victòria. Alguns erudits creuen que Marco Polo fou fet presoner en aquesta batalla.
Els mamelucs pels quals Lajazzo era una competència amb el seu port d'Alexandria, van assaltar la ciutat diverses vegades, principalment el 1322 (al-Nasir Muhammad, que la va saquejar però la va retornar en el tractat de pau del 1325) i el 1337, però no hi van restar. Finalment el 25 de maig de 1347 la van ocupar de manera permanent i la van destruir.
Va començar la seva decadència accentuada perquè els sediments del riu eixamplaven la boca a la desembocadura i tota la zona a l'entoprn va esdevenir un camp de maresmes. No obstant el 1400 encara era un districte de la província mameluca d'Alep.
Va passar als otomans el 1517. Sota els otomans fou un kaza de l'eyalat d'Adana.